# قائمة أكبر ملاعب كرة القدم في العالم

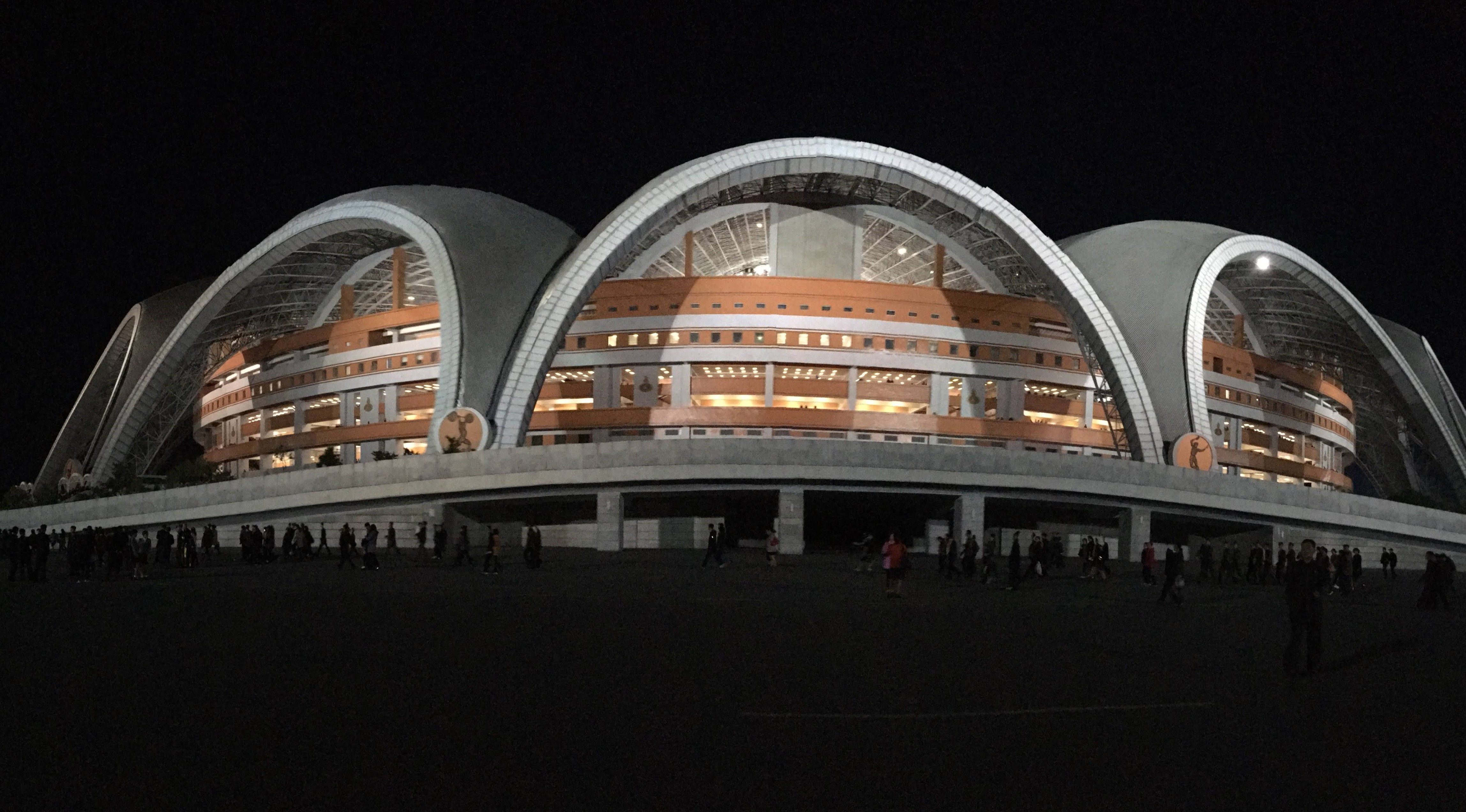
ملعب كرة قدم

هذه قائمة بأكبر ملاعب كرة القدم في العالم، تم ترتيبها حسب سعة المقاعد، وحسب الحد الأقصى لعدد المشاهدين الذين يمكن أن يستوعبه الاستاد في المناطق المخصصة للجلوس. وتم تضمين جميع الملاعب التي هي موطن لنادي أو فريق وطني بسعة 40000 أو أكثر. وهذا هو الحد الأدنى من القدرات المطلوبة لاستضافة إستاد مباريات كأس العالم FIFA.
تحتوي القائمة على كلا الملاعب المستخدمة فقط لكرة القدم، وتلك المستخدمة في الرياضات الأخرى وكذلك كرة القدم. تستخدم بعض الملاعب فقط من قبل فريق لبعض مباريات الحضور العالية.
| غامق | يدل على أن الملعب كان في يوم من الأيام أكبر ملعب لكرة القدم في العالم. |
| ★    | يدل على أكبر ملعب كرة قدم اتحاد في العالم.                             |
| ♦    | يدل على أكبر ملعب لكرة القدم في البلاد أو المنطقة. .                   |

| ♦ |

| أم درمان |

## روابط خارجية
- Atlas of Worldwide Football (Soccer) Stadiums for GoogleEarth ***NEW***
- The 10 Biggest Football (or Soccer) Stadiums in the World listed by TheOffside.com
- The 10 Largest Football Stadiums in the World listed by SoccerLens.com
- The Top 10 Biggest Stadiums in the World listed by TopTensBest.com
- Top 10 World’s Largest Sports Stadiums listed by TheWondrous.com
- Top Ten Biggest Sports Stadiums in the World listed by Top10Land.com
- 10 oldest active football stadiums in the world listed by Sportskeeda.com